# Tillicoultry
Tillicoultry (schottisch-gälisch Tulach Cultraidh) ist eine Stadt in der schottischen Council Area Clackmannanshire. Sie ist etwa fünf Kilometer nordöstlich von Alloa und 13 km ostsüdöstlich von Dunblane am Fuß der Ochil Hills gelegen und gehört zu den Hillfoots Villages. Der Forth fließt wenige Kilometer, der Devon wenige Hundert Meter südlich. Tillicoultry ist durch die A91 an das Straßennetz angeschlossen. Im Jahre 2011 verzeichnete Alva 5120 Einwohner.

## Geschichte
Historisch war die Textilherstellung ein bedeutender Wirtschaftszweig in Tillicoultry und trug wesentlich zu seiner Entwicklung bei. Hierbei nutzten die Betriebe die zahlreichen Gebirgsbäche entlang der Hänge der Ochils zur Energieerzeugung. So wurden dort seit dem 16. Jahrhundert Tweed, Tartans und Strickwaren produziert. In den 1880er Jahren wurden 18 textilverarbeitende Betriebe in Tillicoultry gezählt. Heute ist Tillicoultry eine Pendlergemeinde.

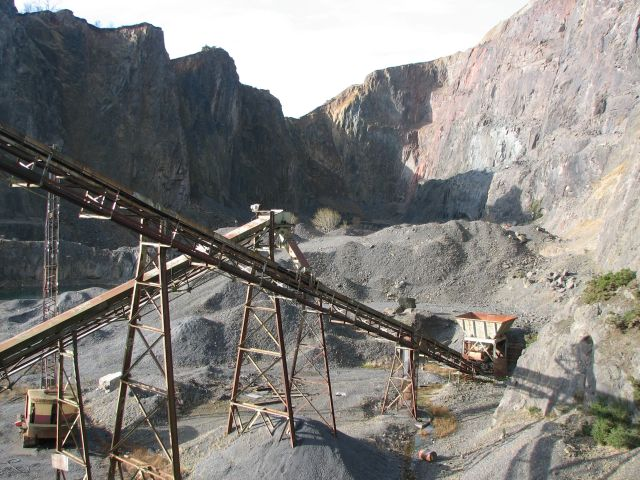
Steinbruch in Tillicoultry
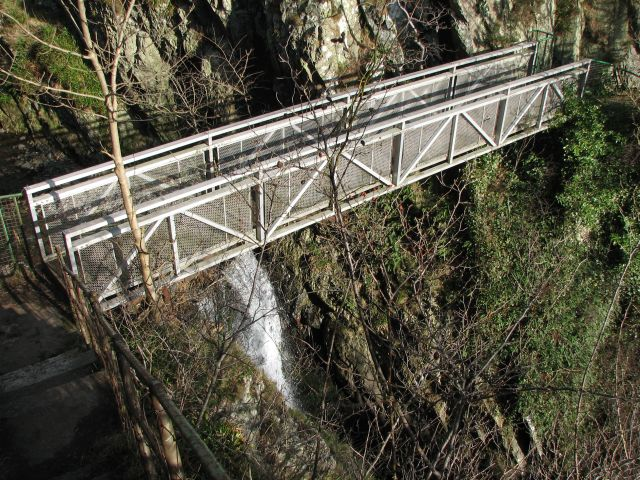
Brücke über eine Schlucht bei Tillicoultry
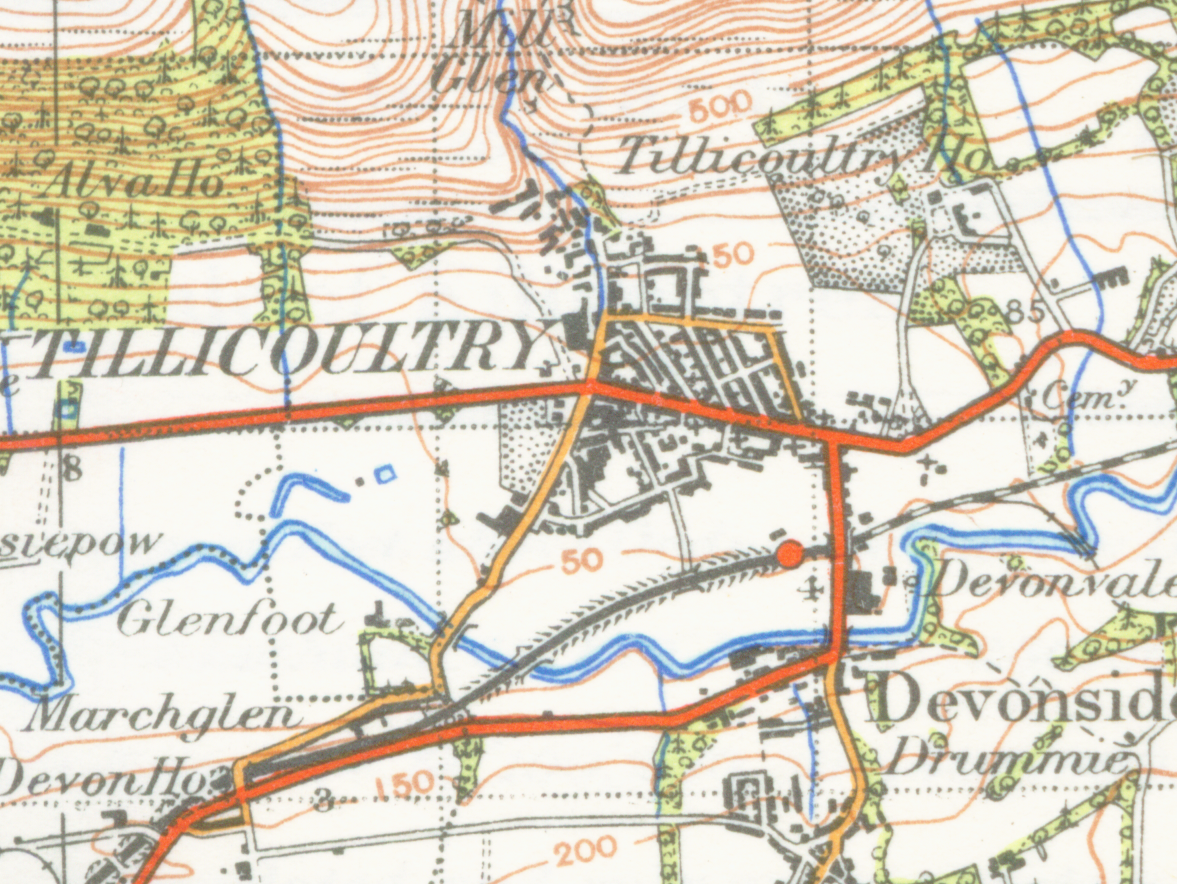
Tillicoultry im Jahre 1945